# Гвінейсько-івуарійські відносини
Гвінейсько-івуарійські відносини — двосторонні дипломатичні відносини між Гвінеєю та Кот-д'Івуаром. Протяжність державного кордону між країнами становить 816 км.

## Історія
Франція почала вести переговори з вождями сучасного івуарійського узбережжя в 1840-х роках, тим самим установивши протекторат, який пізніше став колонією Берег Слонової Кістки в 1893 році. Франція також анексувала узбережжя сучасної Гвінеї в кінці XIX століття як колонію Рів'єр-дю-Сюд. Територія була перейменована на Французьку Гвінею в 1894 році і пізніше була включена до складу Французької Західної Африки разом з Кот-д'Івуаром. Кордон між двома країнами був визначений колоніальною адміністрацією 17 жовтня 1899 року, з більш докладним розподілом 21 червня 1911 року.
У міру зростання руху за деколонізацію в період після закінчення Другої світової війни Франція поступово надавала більше політичних прав і свобод своїм африканським колоніям на південь від Сахари, що призвело до широкої внутрішньої автономії Французької Західної Африки в 1958 році в рамках Французького співтовариства.
Гвінея та Кот-д'Івуар — сусідні колишні французькі колонії у Західній Африці. Обидві країни здобули незалежність приблизно в той самий час — Гвінея 1958 року і Кот-д'Івуар 1960 року. Контраст у наступних економічних показниках цих двох країн вражаючий: валовий внутрішній продукт Кот-д'Івуару в реальному вираженні зростав у річному обчисленні приблизно на 8%, а в економіці Гвінеї спостерігався застій.
Відзначені випадки того, що гвінейські жінки та дівчата піддаються домашньому рабству та їх продають з метою сексуальної експлуатації в Нігерію, Кот-д'Івуар, Бенін, Сенегал, Грецію та Іспанію.

## Торгівля
У 2017 році експорт Гвінеї до Кот-д'Івуару склав суму 12,54 млн доларів США. У 2019 році експорт Кот-д'Івуару в Гвінею склав суму 51,17 млн доларів США.

## Дипломатичні представництва
- Гвінея має посольство в Абіджані[9].
- Кот-д'Івуар має посольство в Конакрі[10].